# Rudolph A. Marcus
Rudolph "Rudy" Arthur Marcus (n. 21 iulie 1923, Montréal, provincia Québec, Canada) este un chimist evreu-american, laureat al Premiului Nobel pentru chimie (1992).
A studiat la Universitatea McGill.